# Ludowe Siły Obrony
Ludowe Siły Obrony (kurd. Hêzên Parastina Gel, HPG) – zbrojne skrzydło Partii Pracujących Kurdystanu (PKK). Podczas 7. Kongresu PKK w styczniu 2000 HPG zastąpiło dawne skrzydło wojskowe PKK, Ludową Armię Wyzwolenia Kurdystanu (kurd. Artêşa Rizgariya Gelê Kurdistan, ARGK). Zmiana miała na celu zademonstrowanie dążenia do pokojowego rozwiązania konfliktu kurdyjsko-tureckiego po pojmaniu Abdullaha Öcalana w 1999. 

## Historia
HPG odegrało aktywną rolę w negocjacjach pokojowych między rządem tureckim a PKK w 2013, goszcząc delegację składającą się z kilku polityków z Partii Pokoju i Demokracji (BDP) oraz członków Tureckiego Stowarzyszenia Praw Człowieka (IHD) i zgadzając się na uwolnienie żołnierzy tureckiej armii, a także tureckiego polityka, których przetrzymywali w niewoli. W 2014 HPG brało udział w walce z Państwem Islamskim (ISIS) w Sindżarze. 
Organizacją siostrzaną jest działająca również pod PKK Jednostki Wolnych Kobiet (kurd. Yekîneyên Jinên Azad ên Star, YJA STA), w skład których wchodzą kobiety. 